# Stan posiadania
Pour plus de détails, voir Fiche technique et Distribution.
Stan posiadania est un film polonais réalisé par Krzysztof Zanussi, sorti en 1989.

## Synopsis
À Berlin, Tomek, étudiant en géographie, vit avec sa mère Zofia, une catholique pratiquante. Il rencontre Julia, une femme déprimée et plus âgée que lui. Il l'invite à rester cher lui et sa mère.

## Fiche technique
- Titre : Stan posiadania
- Réalisation : Krzysztof Zanussi
- Scénario : Krzysztof Zanussi
- Musique : Wojciech Kilar
- Photographie : Sławomir Idziak
- Montage : Marek Denys
- Production : Michal Szczerbic (responsable de production)
- Société de production : Regina Ziegler Filmproduktion, Telewizja Polska et Zespol Filmowy Tor
- Pays :  Pologne et  Allemagne de l'Ouest
- Genre : Drame
- Durée : 103 minutes
- Dates de sortie : 
  -  Pologne : 23 octobre 1989

## Distribution
- Krystyna Janda : Julia
- Artur Żmijewski : Tomek
- Maja Komorowska : Zofia
- Andrzej Łapicki : le père de Tomek
- Artur Barciś : le voisin
- Tadeusz Bradecki : le prêtre
- Adam Bauman : l'officiel

## Distinctions
Le film a été présenté en sélection officielle en compétition au Festival international du film de Moscou 1989 où il a reçu une mention spéciale pour le Prix du jury œcuménique.